# مات ستوفر
مات ستوفر (بالإنجليزية: Matt Stover)‏ هو لاعب كرة قدم أمريكية أمريكي، ولد في 27 يناير 1968 في دالاس في الولايات المتحدة.

## وصلات خارجية
- مات ستوفر على موقع إي إس بي إن.كوم (أن.أف.أل)3
- مات ستوفر على موقع مرجع كرة القدم المحترفة.كوم (الإنجليزية)